# Isela Vega
Pour les articles homonymes, voir Vega (homonymie).
Isela Vega (née le 5 novembre 1939, morte le 9 mars 2021 à Mexico) est une actrice, chanteuse et réalisatrice mexicaine, superstar de la chanson et du cinéma mexicain. 

## Biographie
En 1957 elle est élue princesse du carnaval d'Hermosillo, et commence une carrière de mannequin. En 1960 elle se lance dans le cinéma, et elle n'a jamais cessé de jouer jusqu'à la fin de sa vie. Nommée à trois reprises, elle remporte en 1984 le prix Ariel de la meilleure actrice pour La Viuda Negra tourné en 1977 mais qui avait été censuré pendant 7 ans.

## Filmographie

### Actrice
- 1960: Verano violento
- 1963: La rabia por dentro
- 1966: Rage
- 1967: Don Juan 67
- 1967: Mujeres, mujeres, mujeres
- 1967: SOS Conspiracion Bikini
- 1968 : El deseo llega de noche
- 1968 : La cama d'Emilio Gómez Muriel
- 1968 : Las pecadoras
- 1968 : Las sicodélicas – Daliliah
- 1968 : Por mis pistolas (es) de Miguel M. Delgado : Lupita Sánchez
- 1968 : Fear Chamber (en) de Juan Ibáñez : Helga
- 1969: Cuernos debajo de La Cama – Elsa
- 1969: El matrimonio es como el demonio
- 1969: Enigma de muerte
- 1969: La señora Muerte – Lisa
- 1969: Las golfas – Oti
- 1969: Las impuras
- 1969: Las luchadoras contra el robot asesino
- 1969: Las Pirañas aman en Cuaresma – Lala
- 1969: Pacto diabólico
- 1970: El oficio más antiguo del mundo – Yolanda
- 1970: La buscona
- 1970: Prohibido
- 1971 : Technique pour une vengeance (El sabor de la venganza) d'Alberto Mariscal : Sara Carson
- 1971: La hora desnuda
- 1971: La primavera de los escorpiones
- 1971: Las reglas del juego – Verónica
- 1971: Temporada salvaje
- 1972: Basuras humanas  .... Laura
- 1972: El festín de la loba
- 1972: Fin de fiesta – Silvia
- 1973 : Le shérif ne pardonne pas de Barry Shear : Maria
- 1973: Volveré a nacer – Mónica
- 1974 : Apportez-moi la tête d'Alfredo Garcia (Bring Me the Head of Alfredo Garcia) de Sam Peckinpah : Elita
- 1975: El llanto de la tortuga – Diana
- 1976: Celestina – Melibea
- 1976: L'Enfer des mandingos (Drum) – Marianna
- 1976: Joshua – Mexican Woman
- 1976: La India – La India
- 1977: Acto de posesión
- 1977: La viuda negra – Matea Gutiérrez
- 1977: María, la santa
- 1977: The Rhinemann Exchange' – Anna
- 1978: Casa de citas
- 1978: The Loving Ones
- 1978: Oro rojo
- 1979: Midnight Dolls
- 1979: The Streets of L.A. – Anita Zamora
- 1980: El hombre de los hongos – Elvira
- 1980: Las tentadoras
- 1980: Navajeros – Mercedes
- 1981: El macho bionico
- 1981: The Pulque Tavern
- 1981: Las mujeres de Jeremías – Tamara Sanchez
- 1981: Las siete cucas
- 1982 : La Vengeance mexicaine (Barbarosa) de Fred Schepisi : Josephina
- 1982 : Una gallina muy ponedora
- 1983: El amor es un juego extraño
- 1983: Appearances Are Deceptive – Adriana / Adrian
- 1983 : Ralph Super-héros (The Greatest American Hero), série télévisée, épisode 3.13 Vanity, Says the Preacher : Serena Delvera
- 1984: Las glorias del gran Púas
- 1984: La Ligne de chance (Rituals) – Maria
- 1984: San Judas de la Frontera
- 1984: The Yellow Rose (en) – Juanita Diaz
- 1985: El secuestro de Lola
- 1985: Nana
- 1986: Dos chichimecas en Hollywood
- 1986: Gringo mojado – Mona Mur
- 1986: Los Amantes del Señor de la Noche – Amparo
- 1986: Stingray – Isabel Rodriguez
- 1987: The Alamo: Thirteen Days to Glory – Senora Cos
- 1988: Blood Screams'
- 1989: Las borrachas
- 1989: Salvajes
- 1990: Discriminación maldita
- 1990: El reportero
- 1992: En legítima defensa
- 1995: Manhattan Merengue! – Alfidia
- 1995: Señora Tentación – Tamara
- 1996: Los padres de hoy y del mañana – Hostess (10 episodes, 1996)
- 1997: Conan (Conan the Adventurer) – Hag
- 1997: Gente bien – Mercedes
- 1999: La ley de Herodes – Doña Lupe
- 2000: Ramona – Matea (unknown episodes)
- 2003: Amor descarado – Nora
- 2004: Killer Snake – Lupe
- 2004: Puños rosas – La Güera
- 2006: Cobrador: In God We Trust – La Gitana
- 2006: Fuera del cielo
- 2006: Mujer alabastrina
- 2007: Pasión – La Paisana
- 2008: Arráncame la vida – Gitana
- 2008: Conozca la cabeza de Juan Pérez – Adivina
- 2008: Crepúsculo rojo – Locha
- 2008: Mujeres asesinas – Margarita Rascón
- 2008: Terminales – Emma Díaz (13 episodes, 2008)
- 2009: Amar – Concha
- 2009: Crónicas chilangas – Anita
- 2009: El muro de al lado – Juana
- 2009: El Pantera
- 2009: Salvando al soldado Pérez
- 2010: Niña de mi corazón – Belén
- 2014: Muchacha italiana viene a casarse – Doña Eloísa Ángeles.
- 2014: The Hours with You – Abu
- 2016: Como dice el dicho – Paloma
- 2017: Sin tu mirada – Dominga
- 2017: Érase una vez – Águenda (Episode: "Hansel y Gretel")
- 2018: Like – Eduarda
- 2019: Dora and the Lost City of Gold – Old Woman
- 2020: Cindy la Regia – Mercedes
- 2020 : La casa de las flores, série télévisée, 9 épisodes (2.9 ; 3.1, 3-6, 8-10) : Victoria Aguirre

### Réalisatrice ou productrice
- 1980: Navajeros (productrice)
- 1982: Una gallina muy ponedora (productrice)
- 1986: Los amantes del señor de la noche (scénariste, productrice, réalisatrice)
- 2018–2019: Like La Leyenda